# Burgruine Alt-Landskron
Die Burgruine Alt-Landskron ist die Ruine einer Höhenburg am östlichen Ende des Landskronbergs bei Leymen direkt auf der französisch-schweizerischen Grenze gelegen.

## Geschichte
Schon bei der ersten bekannten urkundlichen Erwähnung von 1277 wird die Burg als Burgstall bezeichnet. Beim Basler Erdbeben von 1356 wurden zwei Burgen auf dem Landskronberg zerstört, wobei nicht eindeutig belegt ist, ob es sich bei der zweiten Burg allenfalls um die Burg Rheinegg handelte und die Alt-Landskron vielleicht gar nie zu Ende gebaut wurde. Beim Ausbau der Burg Landskron zur Festung Ende des 17. Jahrhunderts wurde das Areal der Alt-Landskron einbezogen und durch den Bau einer Geschützbastion stark verändert.

## Beschreibung
Es sind Reste einer Umfassungsmauer und eines Halsgrabens erkennbar.